# Aneflomorpha preclara
Aneflomorpha preclara är en skalbaggsart som beskrevs av Chemsak och Linsley 1975. Aneflomorpha preclara ingår i släktet Aneflomorpha och familjen långhorningar. Inga underarter finns listade i Catalogue of Life.